# Данијел Батсон
Данијел Батсон (engl. Daniel Batson) је амерички социјални психолог, рођен 15. марта 1943. Он има две докторске дипломе са универзитета Принстон, за теологију и психологију. Када је добио докторат предавао је на универзитету у Канзасу, где је пензионисан 2006. године. Сада је професор на одсеку за психологију на универзитету у Тенесију.